# Ланг, Бенджамин Джонсон
Бенджамин Джонсон Ланг (англ. Benjamin Johnson Lang; 28 декабря 1837, Салем (Массачусетс) — 4 апреля 1909, Бостон) — американский органист, пианист, композитор и дирижёр.
Учился игре на органе у своего отца, с 15 лет играл в бостонских церквях. Затем в 1855—1858 гг. учился в Берлине у Альфреда Яеля, брал также уроки у Ференца Листа, а сразу по возвращении в США совершенствовался под руководством Густава Заттера. На протяжении всей жизни Ланг служил титулярным органистом в различных соборах Бостона, одновременно выступая и как концертирующий музыкант: так, в 1859 г. Ланг впервые в США исполнил Концерт № 22 для фортепиано с оркестром К. 482 Вольфганга Амадея Моцарта. В 1862 г. дебютировал как дирижёр. В 1869—1870 гг. гастролировал по Германии как пианист. На протяжении многих лет сотрудничал как органист с Обществом Генделя и Гайдна, в 1895—1897 гг. исполнял обязанности его главного дирижёра. Является автором ряда симфоний и увертюр.
Его старшая дочь Маргарет Ланг также занималась композиторской деятельностью.